# Mar de Azov
El mar de Azov o mar de Azof es un mar europeo localizado al noreste de la península de Crimea, al sur de Rusia y este de Ucrania. Comunica con el mar Negro a través del estrecho de Kerch y en él desembocan los ríos Don y Kubán. Sus aguas son muy poco profundas.
Durante los inicios de la guerra ruso-ucraniana y la anexión de Crimea a Rusia en 2014, la costa suroccidental del mar de Azov esta bajo control de Moscú y reclamada por Kiev. En el contexto de la invasión rusa de Ucrania de 2022, con la caída de Mariúpol en mayo de ese año, Ucrania de facto dejó de tener salida al mar de Azov o acceso a sus puertos, y desde octubre con la anexión de los territorios ocupados con costa marítima (los óblasts de Donetsk, Jersón y Zaporiyia), Rusia reconoce formalmente el mar como un cuerpo de agua dentro de sus fronteras, esto último no es reconocido por la comunidad internacional.

## Toponimia
Recibe diversos nombres según la lengua: en ruso: Азо́вское мо́ре, Azóvskoie more; en tártaro de Crimea: Azaq deñizi; en ucraniano: Азо́вське мо́ре, Azovske more.
La tradición popular dice que el nombre actual proviene de un príncipe cumano llamado Azum o Asuf, que murió mientras defendía una ciudad de la región en 1067. La mayor parte de los estudiosos lo hacen derivar de la ciudad de Azov, cuyo nombre ruso proviene del tártaro Azaq ('bajo'), en referencia a su situación geográfica.

## Geografía
El mar de Azov baña las costas de Rusia, al este y al norte. Tiene unos 360 km de longitud y 180 km de anchura y comprende una superficie de 37 555 km². Los principales ríos que desaguan en él son el río Don (1950 km) y el río Kubán  (906 km), y otros menores son el Obytochna, Beysug (243 km), Berda, Kalmius (209 km), Mius (258 km) y Yeia (311 km). Varios de estos ríos forman estuarios y algunos de ellos han sido separados del mar por acumulaciones de arena y sal convirtiéndose en lagos, como el limán del Molochna y el lago Khansk. Los ríos son los responsables de que el agua del mar tenga una salinidad comparativamente baja y que, en determinados lugares, sea casi dulce. Además, también depositan un gran volumen de sedimentos. En la parte occidental se levanta el cordón litoral de Arabat, en cuyo otro lado están los estanques salados del mar de Syvach.

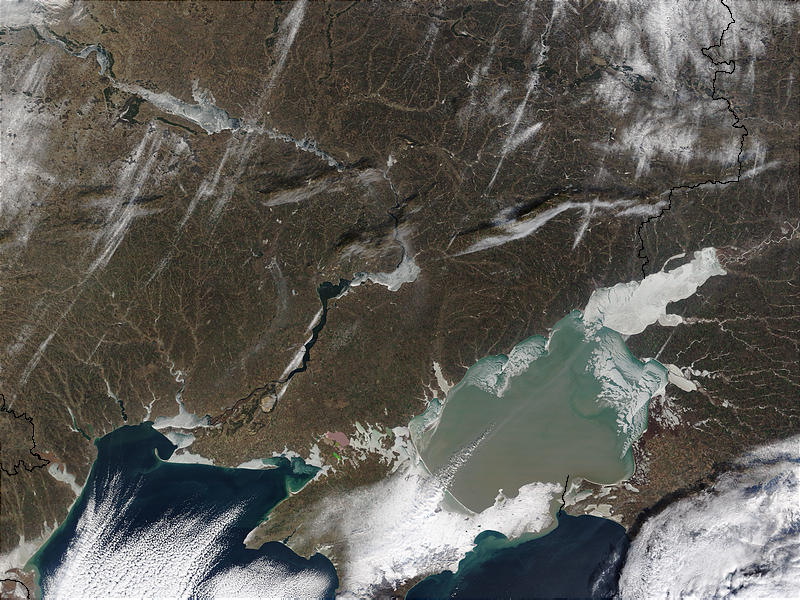
Desde el espacio, la poca profundidad del mar de Azov hace que tenga una coloración distinta de la del mar Negro.

El mar de Azov es el mar más llano del mundo, con una profundidad media de tan solo 13 metros, y una profundidad máxima de solo 15,3 metros; de hecho, allí donde se depositan los sedimentos, como en el golfo de Taganrog, no llega a 1 m de profundidad. La corriente predominante es un tipo de remolino que se mueve en el sentido contrario a las agujas del reloj. En invierno puede pasar que una buena parte del mar se hiele. El nivel del agua del mar de Azov varía mucho, dependiendo del viento y del agua de los ríos que desembocan en él. En ocasiones, los vientos fuertes se llevan el agua de las orillas bajando considerablemente el nivel.
Entre las bahías más importantes se encuentra la bahía de Tahanrih, que forma el estuario del río Don. Otras bahías menos importantes son la bahía de Arabat, la bahía de Obytochna, la bahía de Berdiansk y la bahía de Temriuk.
Hay varias islas en el mar de Azov, y todas ellas se encuentran muy cerca de la costa, no tienen mucha altitud y son generalmente pequeñas.

## Características costeras y principales centros de población

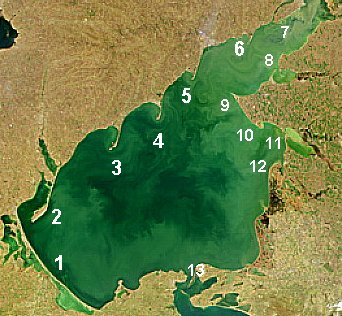
Principales cordones del mar de Azov: 1. Arabat 2. Fedotov 3. Obitochna 4. Berdiansk 5. Belosaraysk 6. Krivaya 7. Beglitsk 8. Glafirovsk (este) y Yeysk (oeste) 9. Dolgaya 10. Kamyshevatsk 11. Yasensk 12. Achuevsk 13. Chushka

Muchos ríos que desembocan en el mar de Azov forman bahías, lagunas y limanes. La arena, limo y conchas que traen se depositan en las áreas de caudal reducido, es decir los costados de las bahías, formando estrechos bancos de arena llamados flechas litorales. La profundidad máxima típica en las bahías y limanes es de unos pocos metros. Debido a las aguas poco profundas y los ríos abundantes, las flechas son notablemente largas y numerosas en el mar: la flecha Arabat se prolonga 112 km y es una de las flechas litorales más largas del mundo; otras tres flechas, Fedotov, Achuevsk y Obitochna, tienen más de 30 km. La mayoría de las flechas se extienden de norte a sur y su forma puede cambiar significativamente en unos pocos años.
Una característica notable del mar de Azov es el gran complejo de lagunas poco profundas llamado Sivash o «mar Podrido». Su profundidad típica es de solo 0,5 a 1 metro con un máximo de 3 metros. Cubren un área de 2560 km² en el nororiente de Crimea que está separada del mar por el cordón litoral Arabatsk. Al norte del cordón se encuentra la ciudad de Henichesk (población 22.500) y al sur está la Bahía de Arabat. Sivash acepta hasta 1,5 km³ de agua de Azov al año. Debido a la gran extensión y poca profundidad de las lagunas, el agua se evapora rápidamente, lo que da como resultado una alta salinidad de 170 en la escala práctica de salinidad (es decir, 170 psu). Por esta razón, Sivash ha tenido durante mucho tiempo una importante industria productora de sal.

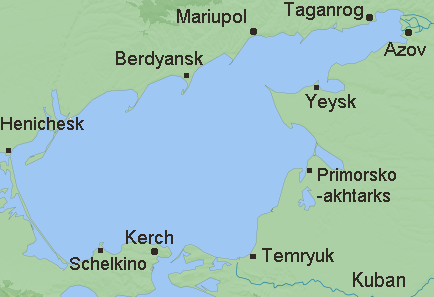
Centros de población en el mar de Azov

Al norte del cordón Arabat está el Molochnyi Liman con la flecha Fedotov asociada (45 km de largo) que están formados por el río Molochna. Más al norte, entre la flechas Fedotov y Obytochna (30 km de largo), se encuentra la bahía de Obytochny. Más al norte, entre las flechas de Obytochna y de Berdiansk (23 km de largo), está la bahía de Berdiansk con dos ciudades, Berdiansk (población 112.000) y Primorsk (población 13.900). Más al norte se encuentra de nuevo la Bahía de Belosaraysk con la flecha Belosaraysk, formada por el río Kalmius. La ciudad principal en esa área es Mariúpol (población 491.600). Luego, acercándose al golfo de Taganrog y muy cerca de Taganrog, se encuentran Mius Liman y la flecha Krivaya formados por el río Mius.
Con un área de aproximadamente 5600 km², el golfo de Taganrog es la bahía más grande del mar de Azov. Se encuentra en la parte nororiental del mar y limita con Belosaraysk y con el cordón Dolgaya. El río Don desemboca en él desde el nordeste. En sus orillas se encuentran las dos principales ciudades del mar de Azov, Taganrog (con una población de 257.600 habitantes) y Azov (población 83.200). Al sureste de la bahía se encuentra Yeysk Liman. Se encuentra completamente en el continente, entrando en el golfo de Taganrog a través de las flechas Yeysk y Glafirovsk, y es la desembocadura del río Yeya. La flecha Yeysk es parte de la ciudad de Yeysk, que tiene una población de 87.500 habitantes. Se extiende hacia la prominente península de Yeysk, que está inclinada al noroeste por la flecha Dolgaya. Al sur de él, también encerrado por el continente, se encuentra Beisug Liman, que está ceñido por el cordón Yasensk y se alimenta del río Beysug. Al suroeste del liman, corre a lo largo de la costa el cordón Achuevsk de 31 km de longitud. Entre el cordón de Achuevsk y Beisug Liman se encuentra Primorsko-Akhtarsk con 32.165 habitantes.

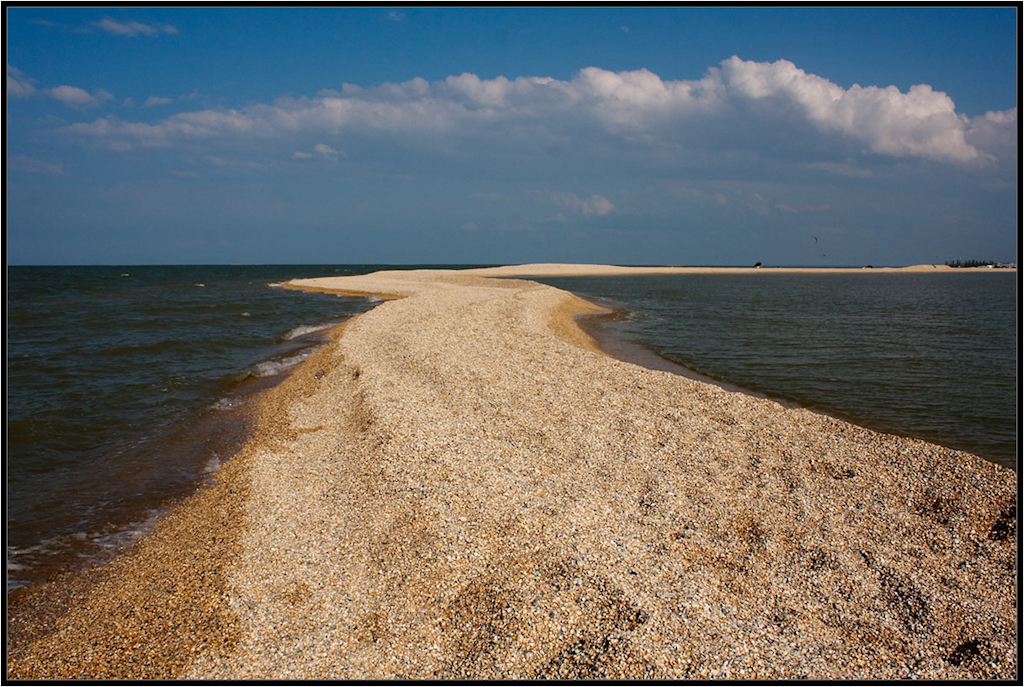
Un cordón en el mar de Azov.

En el sur, el mar de Azov está conectado con el mar Negro a través del estrecho de Kerch, que limita al oeste con la península de Kerch de la Crimea y al este con la península rusa. Península de Taman en Krasnodar Krai. La ciudad de Kerch (población 151.300) está situada en la península de Kerch, y la península de Taman contiene el delta del Kubán, un importante río ruso. El estrecho tiene 41 kilómetros de longitud y entre 4 y 15 kilómetros de anchura. Su parte más estrecha se encuentra en el lado del mar de Azov, ceñida por la flecha Chushka, que mira hacia el sur como consecuencia de la salida del Azov al mar Negro.
El estrecho de Kerch está atravesado por el nuevo puente de Crimea, inaugurado en mayo de 2018. Este es un problema geopolítico importante, ya que los buques cargueros de cierta altura  no pueden pasar por debajo del puente. Desde entonces, Rusia ha sido acusada de interceptar la navegación a través del estrecho de Kerch.

## Clima
El clima es continental. La temperatura anual media es de 9° a 11 °C. En julio las temperaturas suelen rondar los 24 °C, mientras en enero bajan a -6 °C. Al cabo del año las precipitaciones oscilan entre los 250 y los 500 mm. Debido a la escasa profundidad del lago, las aguas se desplazan muy rápidamente, incluso para bajar a las profundidades. Por ello hay muy poca diferencia de temperatura y salinidad entre la superficie y el fondo.
La media anual de temperatura de la superficie del agua es de 11 °C-12 °C. En los meses más calientes puede aumentar hasta los 25 °C-30 °C, y en invierno bajar por debajo de 0 °C. Por ello, en invierno la zona cercana al estrecho de Kerch permanece helada durante dos meses en invierno, y cerca de Tahanrih puede permanecer helado hasta cuatro meses.
La salinidad normal es del 11%-13%. En la zona del noroeste, donde desembocan las aguas del río Don, la salinidad no llega al 3%, pero en la zona del sur y el oeste, donde el mar recibe aguas de los mares Negro y de Syvach (que tiene una salinidad del 60%) puede alcanzar el 17,5%.

## Biología

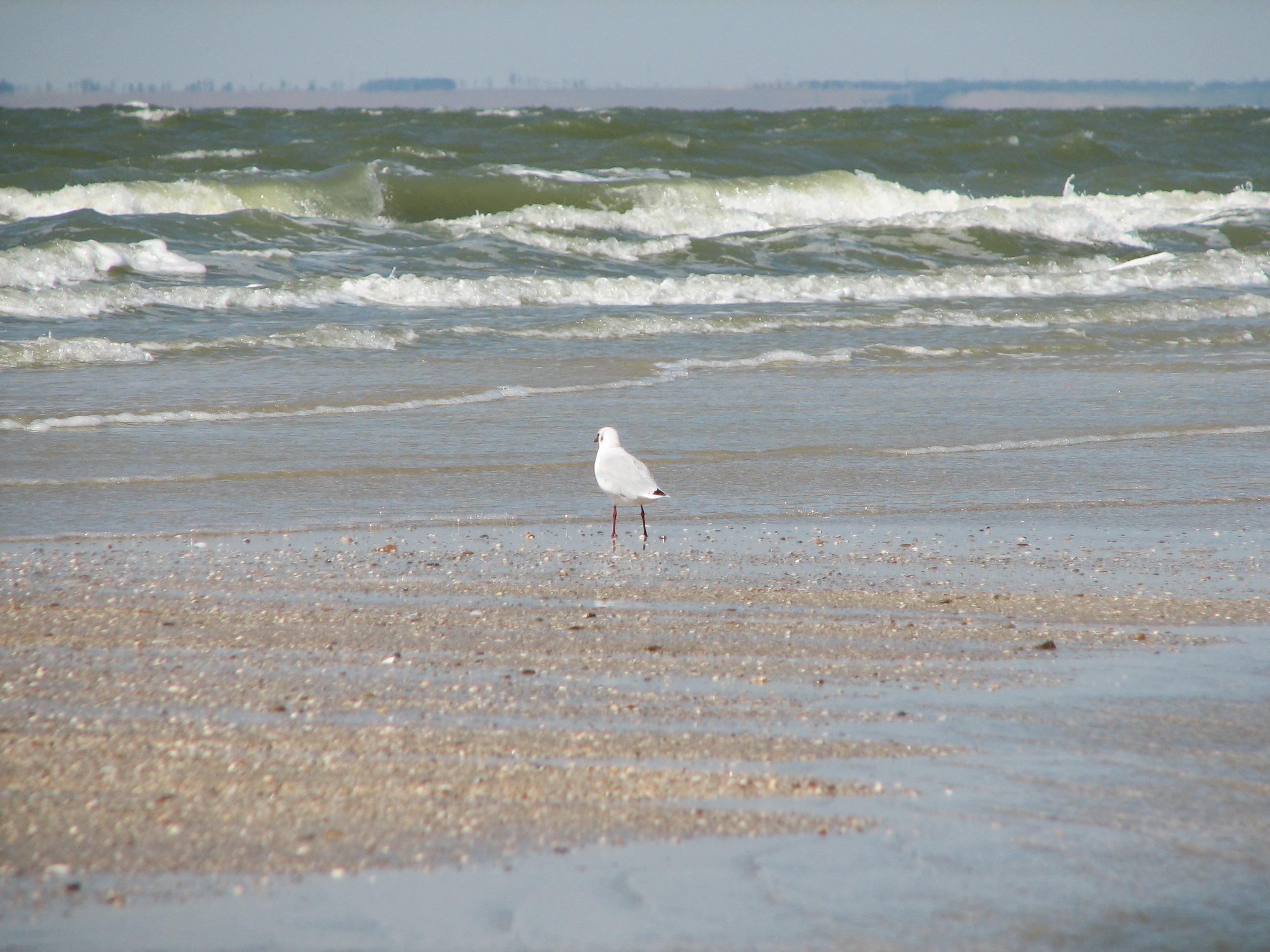
Gaviota en el mar de Azov

La vida orgánica florece en el mar debido a que es muy cálido en verano, y los ríos abastecen de nutrientes orgánicos y minerales todo el año. El mar es rico en plancton (entre 100 y 200 gramos por metro cúbico) y bentos.
Históricamente ha tenido una rica variedad de vida marina, con más de 80 especies de peces identificados, y unas 300 variedades de invertebrados. Tanto la diversidad como el número de ejemplares se han visto reducidos a causa de la sobreexplotación pesquera y de los niveles crecientes de contaminación.
Tras la II Guerra Mundial, el abastecimiento de peces del mar disminuyó debido a la excesiva e incontrolada pesca que sufrió, sobre todo la perca y el esturión.

## Historia
La teoría del diluvio del mar Negro hace remontar la génesis del mar de Azov al 5600 a. C., y hay restos de asentamientos neolíticos en el área actualmente cubierta por este brazo de mar. Antiguamente se conocía como el lago o el mar Meótide (griego ἡ Μαιῶτης λίμνη, y en latín Palus Maeotis).
El mar de Azov fue muy importante antiguamente cuando las colonias griegas comenzaron a establecerse en sus orillas. Panticapeo y Fanagoria, ambas fundadas en el siglo VI a. C., y otras colonias controlaron la entrada al mar de Azov a través del estrecho de Kerch. La entrada por el otro lado era controlada por Tanais, construida en la desembocadura del río Don en el siglo VII a. C.
Entre los siglos I y III estas ciudades estado eran vasallas de Roma. Solían comerciar con habitantes del interior para poder abastecer primero a Grecia, y luego a Italia con pescado y grano. Todas las ciudades cayeron en la invasión de los hunos en el siglo IV. Durante el periodo de migración entre los siglos III y IX, todas las ciudades estado del mar de Azov fueron devastadas. Entonces entre los siglos IV y VII se empezaron a asentar tribus eslavas en la zona, como la tribu de los severianos.
En el siglo XIII la región fue conquistada por los mongoles y anexionada por la Horda de Oro. Durante la desintegración de la Horda de Oro a mediados del siglo XV, la zona cayó bajo control de Turquía. El mar permaneció bajo la dominación de Turquía durante unos trescientos años hasta que Rusia, valiéndose de su alianza con los cosacos locales, conquistara la zona en el año 1739. Tras el tratado de paz del año 1774 el mar de Azov perteneció oficialmente al Imperio ruso.

### Guerra de Crimea 1853-1856

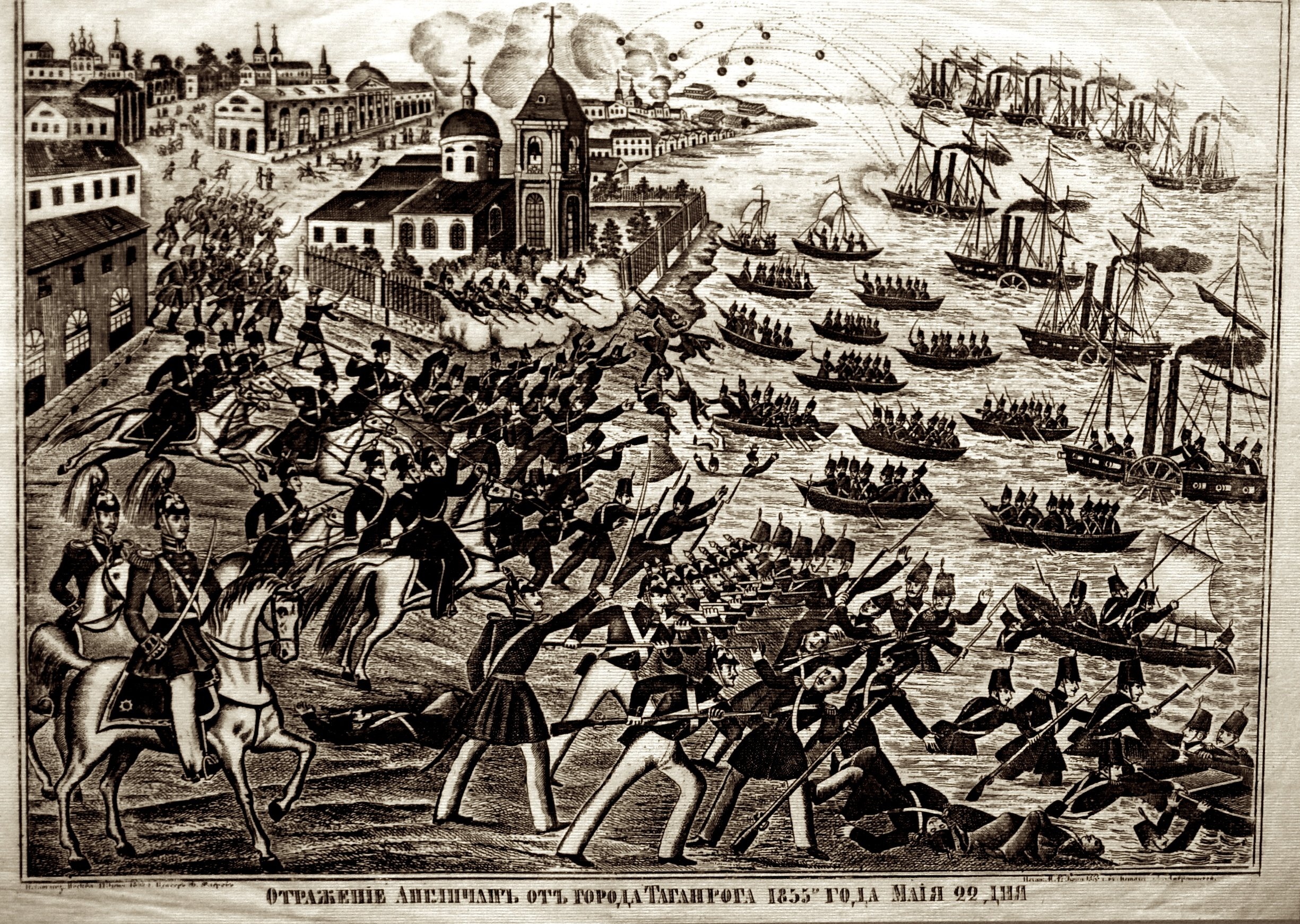
Grabado que muestra el primer ataque a Taganrog.

Otra gran campaña militar en el mar de Azov tuvo lugar durante la guerra de Crimea de 1853-1856. Entre mayo y noviembre de 1855 se llevó a cabo una campaña naval y terrestre que enfrentó a las armadas aliadas de Reino Unido de Gran Bretaña e Irlanda y Francia contra Rusia. Las fuerzas británicas y francesas sitiaron Taganrog, con el objetivo de interrumpir suministros rusos a Crimea. La captura de Taganrog también resultaría en un ataque a Rostov, que era una ciudad estratégica para el apoyo ruso a sus operaciones en el Cáucaso. El 12 de mayo de 1855, las fuerzas aliadas capturaron fácilmente Kerch y obtuvieron acceso al mar de Azov, y el 22 de mayo atacaron Taganrog. El ataque fracasó y fue seguido por un asedio. A pesar de la gran superioridad de las fuerzas aliadas (unos 16.000 soldados contra menos de 2.000), la ciudad resistió todos los intentos de conquistarla, que terminaron hacia agosto de 1855 con la retirada del ejército aliado. Los ataques costeros individuales continuaron sin éxito y cesaron en octubre de 1855.

### Época moderna
En diciembre de 2003, Ucrania y la Federación Rusa acordaron tratar el mar y el estrecho de Kerch como aguas internas compartidas.
En septiembre de 2018, Ucrania anunció la intención de agregar barcos de la armada ucraniana y más fuerzas terrestres a lo largo de la costa del mar de Azov, con los barcos con base en Berdiansk. La postura militar se ha exacerbado desde la construcción del puente de Crimea, que es demasiado bajo para permitir el paso de barcos Panamax al puerto de Ucrania. A fines de septiembre, dos barcos ucranianos partieron del mar Negro —puerto de Odesa—, pasaron por debajo del puente de Crimea y llegaron a Mariúpol. Las tensiones aumentaron aún más después del incidente del estrecho de Kerch en noviembre de 2018, cuando Rusia capturó tres buques de la Armada ucraniana que intentaban ingresar al mar de Azov.

## Transporte

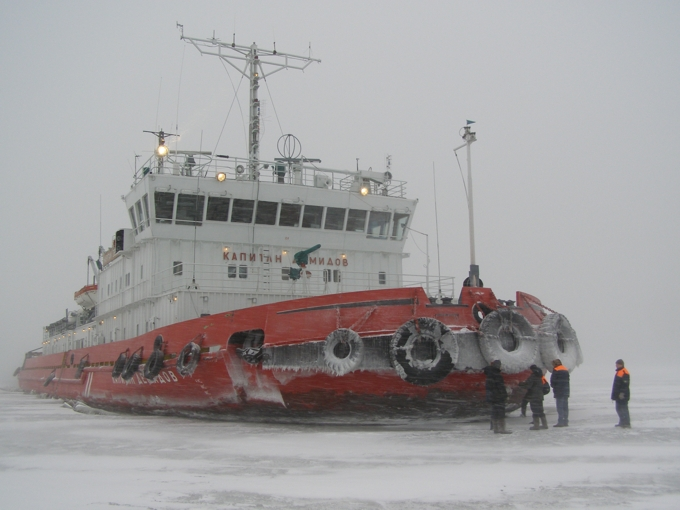
Rompehielos en el mar de Azov.

El transporte en el mar de Azov se hizo importante en el siglo XIX, a medida que las estepas de la zona empezaban a habitarse. En la segunda mitad del siglo, cuando el ferrocarril conectó el mar de Azov con el interior del continente, el grano empezó a ser exportado en grandes cantidades desde sus puertos. En el año 1913, una tercera parte del grano exportado por Rusia se hacía desde estos puertos. Los puertos de Mariúpol y Tahanrih tomaron su importancia debido a su cercanía a Donetsk, convirtiéndose en puertos de exportación de metal y carbón.

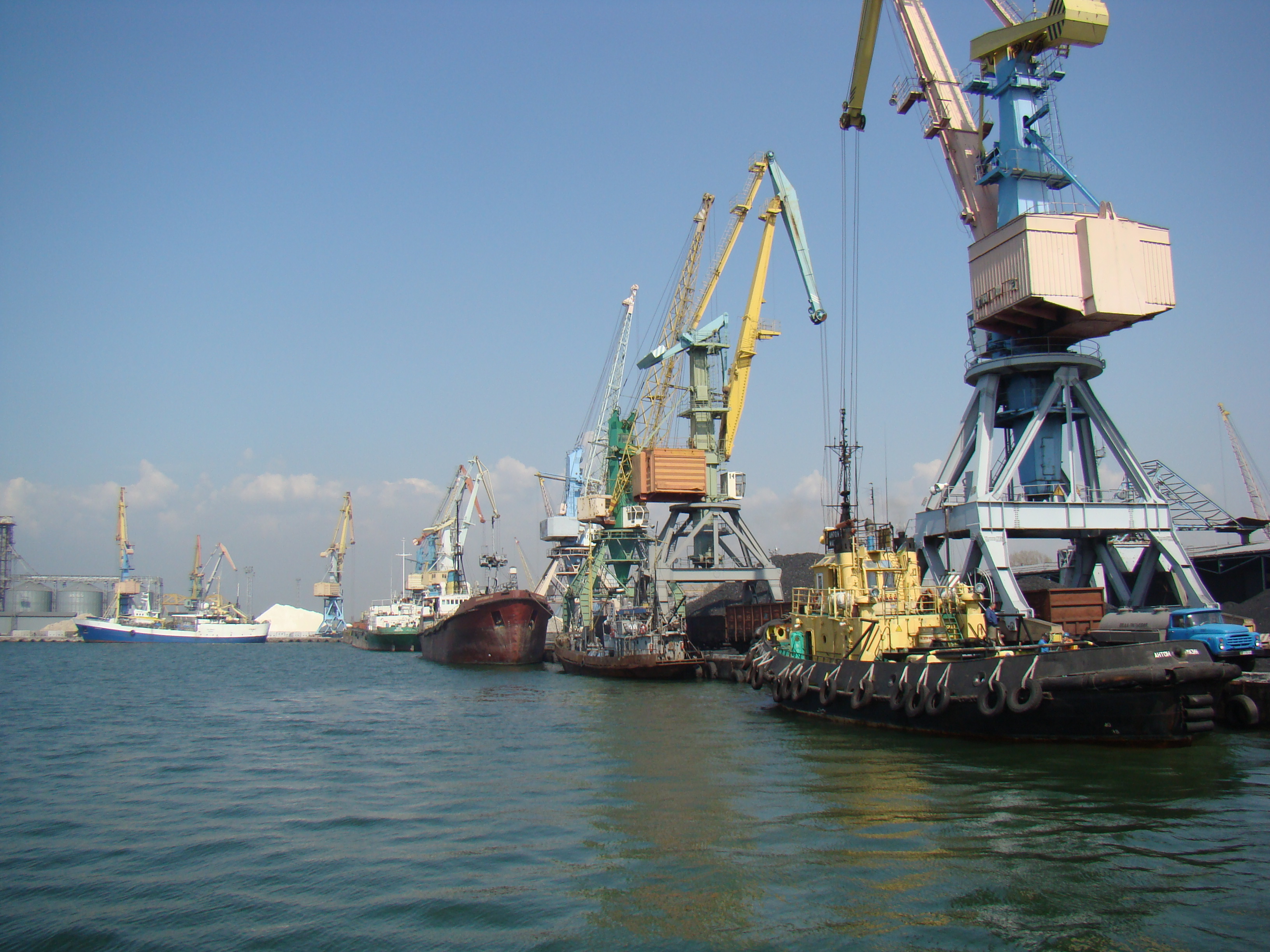
Puerto de Berdiansk

Hoy en día, la mayoría de los barcos de carga del mar llevan carbón (de Donetsk), hierro (de Kerch), metales, grano, pescado y sal. La importancia que tomó el mar al abrir el canal Volga-Don fue enorme, ya que permitió su conexión fluvial a través del río Don con el Volga, y por consiguiente con la ciudad de Moscú y con el mar Caspio.
Los puertos principales del mar de Azov son Berdiansk (123 000 hab. en 2001), Mariúpol (477 900 hab. en 2007) y Primorsk (12 973 hab. en 2001), Rostov del Don (1 109 800 hab. en 2014), Taganrog (257 692 hab. en 2010) y Yeisk (87 769 hab. en 2010). En él desaguan dos canales; el canal Volga-Don y el canal de Manych, que enlaza con el mar Caspio enlazando a través del río Kuma y el río Manych. En el mar de Azov hay un gran número de yacimientos de gas y petróleo.